# Сарагожа
Сарагожа (рус. Сараго́жа) река је која протиче преко територија Лесновског рејона на северу Тверске области, односно на северозападу европског дела Руске Федерације. Лева је притока реке Мологе и део је басена реке Волге и Каспијског језера.
Истиче из маленог Павловског језера на надморској висини од 138 метара, на око 15 km источно од села Лесноје. Тече ка североистоку и након 53 km тока улива се у реку Мологу код села Мордаси. Укупна површина њеног сливног подручја је 918 km².
Њене најваћније притоке су Обретинка са леве и Железинка са десне стране.
Протиче кроз жумовите и ретко насељене области, а карактерише је доста спор ток и интензивно меандрирање. Ширина реке је између 20 и 30 метара на целој дужини тока. 